# 大須賀康高
大須賀 康高（おおすが やすたか）は、戦国時代の武将。徳川氏の家臣。

## 略歴

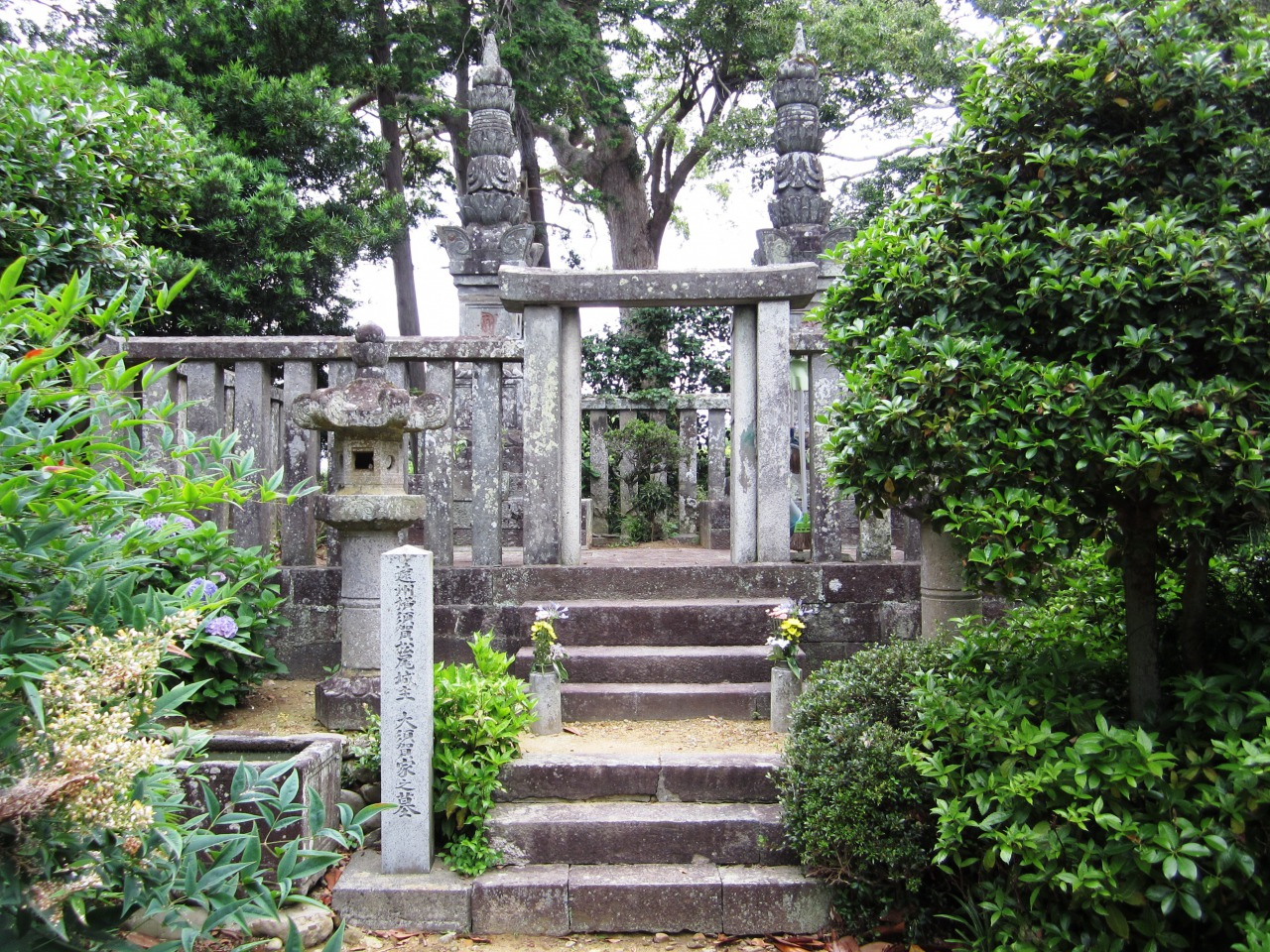
撰要寺の大須賀家の墓。右が康高、左は養子忠政の墓。静岡県指定史跡（撰要寺墓塔群）。

大永7年（1527年）三河額田郡洞村（現愛知県岡崎市洞町）に大須賀正綱の子として生まれる。
はじめ娘婿の榊原康政と共に酒井忠尚に仕えていたが、忠尚が徳川家康に反旗を翻すと、これに従わずに康政とともに家康に仕えるようになる。その後は旗本先手役として活躍した。
天正元年（1573年）に遠州馬伏塚城を武田軍の侵攻から守りきった。天正2年（1574年）、高天神城籠城戦では、城将の小笠原信興らと共に2ヶ月間籠城するも、家康からの援軍が期待できずに小笠原は開城降伏した。敵将の武田勝頼は城兵を寛大に扱い、徳川への帰還を希望する者の身柄はそのままに解放した。
康高は徳川への帰還を希望したが、直後に高天神城の押さえの最前線である馬伏塚城を与えられ、さらに高天神城を奪還しやすい地に天正6年（1578年）に横須賀城を築き始めた。この頃、対武田氏の最前線の康高には渥美勝吉・坂部広勝・久世広宣らの、同じく先の開城の際の帰還組の将が与力として配属され、彼らは康高の暦戦に従い「横須賀衆」または「横須賀七人衆」としてその功を謡われた。
天正6年（1578年）に甥の大須賀弥吉（小吉）が高天神城攻略で抜け駆け行為をしたため、逆鱗に触れた家康から切腹を申しつけられる事件があった。
天正6年（1578年）8月、徳川勢が高天神城下に放火を行い、城からは武田勢が打って出てきたために合戦となった。この際、横須賀衆が活躍した。翌9月に武田勝頼が高天神城への輸送目的に進出してきたため、家康と松平信康らが馬伏塚城に入城。武田勢は小笠原信興を先鋒として横須賀城に攻め寄せたが、この際も横須賀七人衆の渥美源五郎（渥美勝吉）が一番首をあげた。天正7年（1579年）にも高天神城下に侵入し田畑を焼いて廻り、武田方の城兵と大須賀勢が交戦した。この時も横須賀衆は首級五十七を取り、家康から賞賛されている。このように大須賀勢は主に高天神城とその補給路である小山城の輸送路を妨害する行為を続けた。
天正8年（1580年）、横須賀城が完成した。これと並行して家康は高天神城を包囲するように複数の砦（「高天神六砦」）を築いており、7月に家康が3千の兵を率いて横須賀城に入り、各砦に7千の兵を配置したことにより、高天神城は孤立無援となった。康高以下横須賀衆750人は対高天神城の主力として中村砦を、さらに火ヶ峰砦、獅子ヶ鼻砦を守備し、引き続き高天神城への補給路を遮断した。10月、康高ら徳川勢は兵5千で城を囲む完全包囲の陣を敷き、これまでも補給の上手くいっていなかった高天神城は飢餓に苦しみ、将兵は続々と倒れて行った。翌天正9年（1581年）3月22日夜、生存していた将兵は城将の岡部元信と共に乾坤一擲の突撃を敢行した。康高ら大須賀勢もこれを迎え撃ち、横須賀七人衆の久世広宣は打ち合う剣の火花で敵味方の顔を区別した、と伝わる。岡部ら城方は壊滅し、これにより高天神城は落城した。
康高は一連の高天神城の戦いの手柄を認められて天正10年（1582年）、家康から松平の名字を与えられた。
その後も横須賀城を守り、本能寺の変後の武田遺領を巡る天正壬午の乱においては、曽根昌世、岡部正綱と共に先鋒隊として派遣され、武田遺臣や近隣の有力寺社に対して所領の安堵を行っている。
天正12年（1584年）の小牧・長久手の戦いにも先鋒として参加し、羽柴信吉軍を追い詰めたが、堀秀政の反撃を受けて敗れた。天正13年（1585年）の真田昌幸攻めでは、苦戦する味方の救援に井伊直政と共に派遣された（上田合戦）。
天正17年（1589年）6月23日、領内の撰要寺に参詣した際、急に発病し死去。享年63。嗣子がなかったため、榊原康政に娶わせた娘善学院が生んだ忠政を養子に迎えて後継ぎとした。これとは別に康高には信高という実子があったが、仏門に入り、慶長8年（1603年）に城下に善福寺を開山した。
墓所は死の地となった撰要寺。後継の忠政の墓と並んである。

## 評価
徳川氏の家臣においては新参にも拘らず、家中において重度の武功を挙げたことから、徳川二十四将の1人として数えられる。他の家臣らより早期に死亡したこと、大須賀氏が後に榊原氏に吸収されたこともあり、大須賀氏および康高の事績は後世においてあまり目立つ話とされないが、実際は徳川四天王や大久保忠世・鳥居元忠らに匹敵する武功を挙げた人物である。